# Malattia di Stargardt
La malattia di Stargardt è una malattia ereditaria rara che colpisce la retina. I genitori, se sono portatori sani, possono trasmetterla al figlio con una probabilità del 25%.

## Eziologia
È causata dalla mutazione di un gene (chiamato ABCA4), che provoca l'accumulo di materiale di scarto, il quale nuoce più o meno gravemente al funzionamento dei fotorecettori.

## Manifestazioni cliniche
I sintomi si manifestano generalmente prima dei 20 anni: consistono soprattutto nella riduzione della vista fino all'ipovisione e alla cecità, alterazioni nella percezione dei colori, macchie nere nel campo visivo (scotomi centrali) e intolleranza alla luce.